# Gut Ascheberg

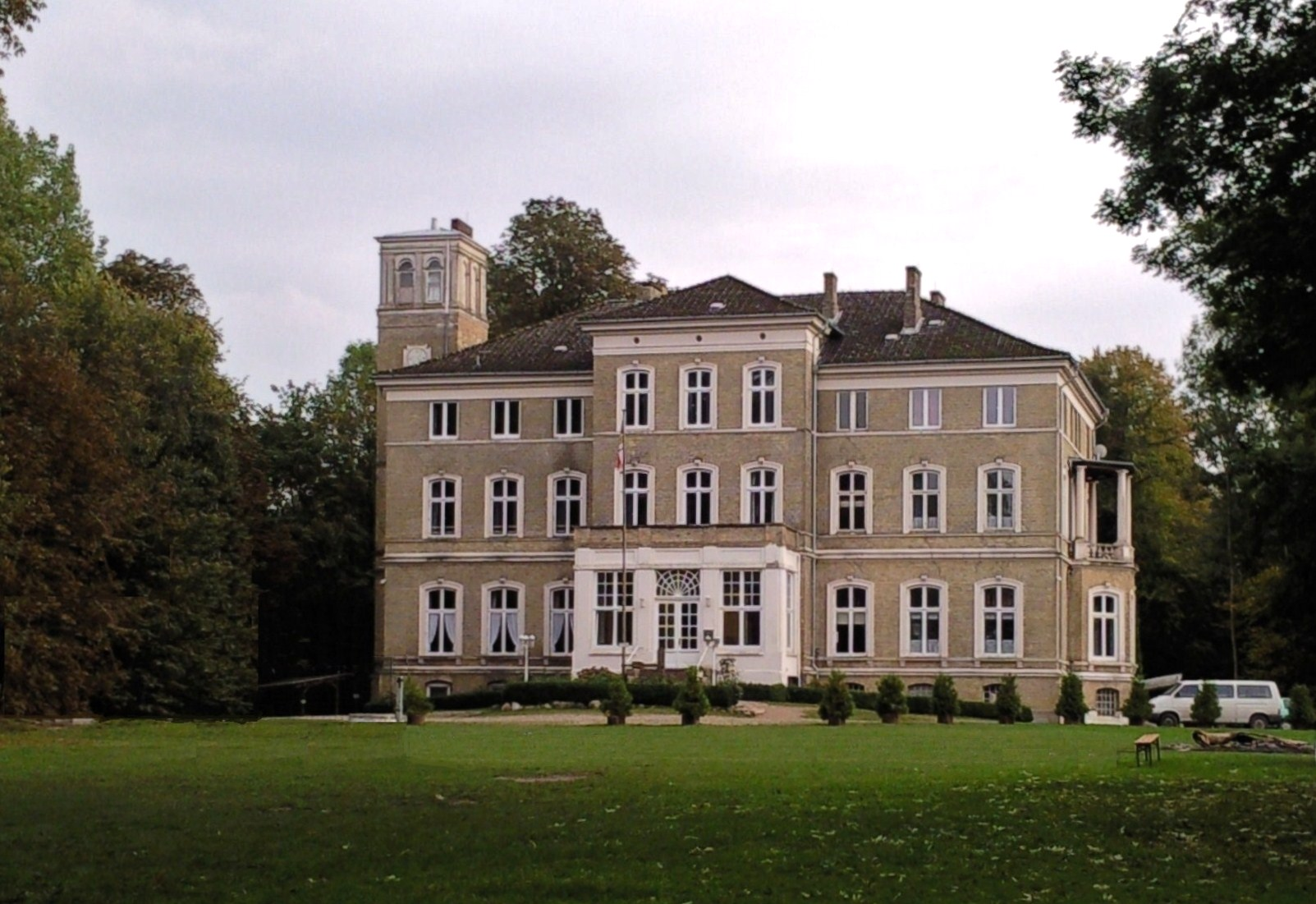
Das Herrenhaus Schloss Ascheberg

Das Gut Ascheberg liegt am Westufer des Großen Plöner Sees im Kreis Plön im östlichen Schleswig-Holstein. Das frühere Adlige Gut wird bis in die Gegenwart landwirtschaftlich betrieben. Der nur in Grundzügen erhaltene französische Garten zählte zu den bedeutendsten Barockgärten des einstigen Herzogtums Holstein. Das Herrenhaus, als Schloss Ascheberg bekannt, dient heute als Jugendfreizeit- und Erholungsstätte.

## Geschichtlicher Überblick

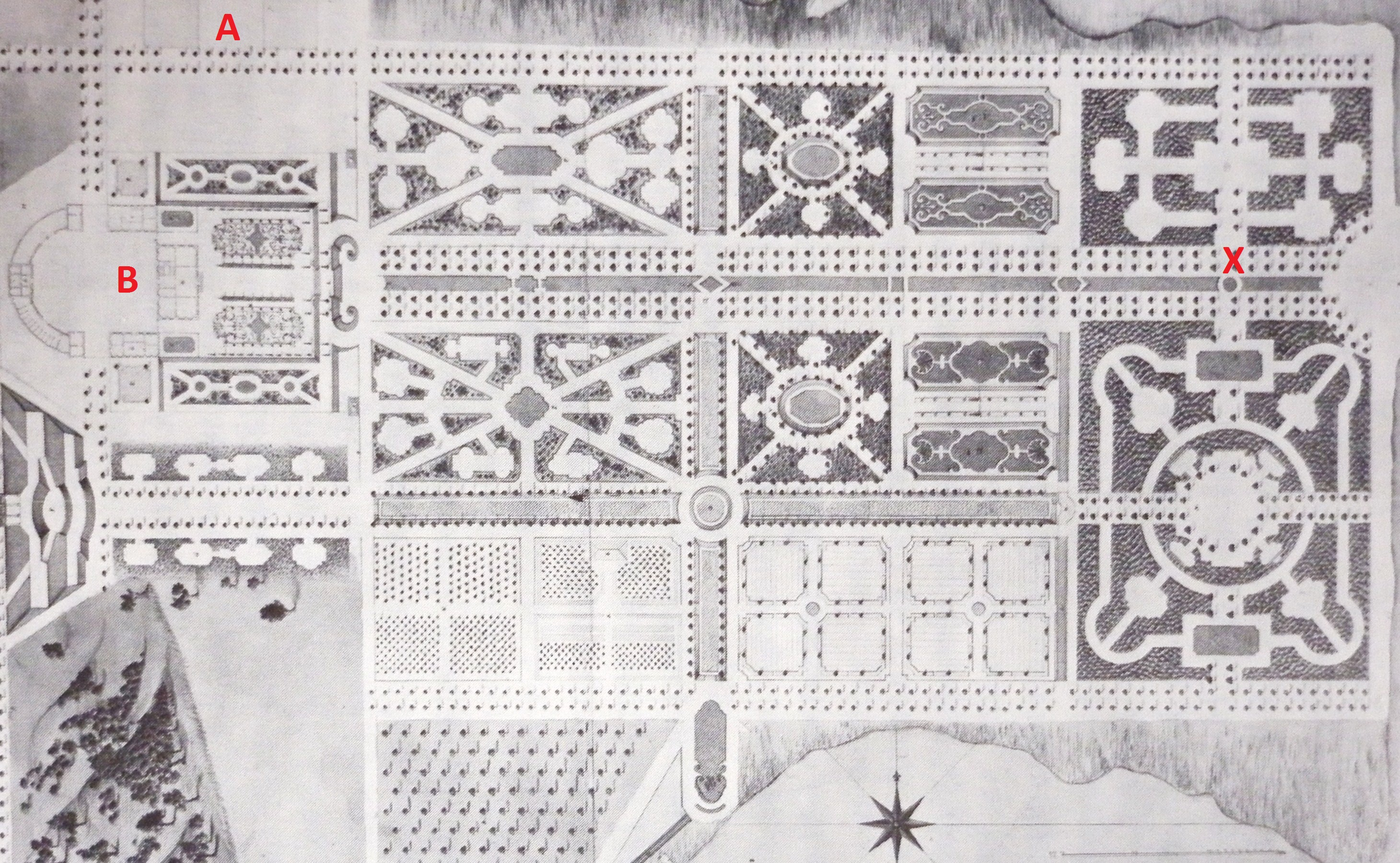
Entwurf für den Umbau des 18. Jahrhunderts, A: Wirtschaftshof, B: barockes Herrenhaus, X: Standort des heutigen Herrenhauses

Eine erste Erwähnung Askebergs datiert auf das Jahr 1190. Ascheberg lag im sächsisch-wendischen Grenzgebiet und vermutlich existierte im Mittelalter an dieser Stelle eine Wasserburg. Im 13. Jahrhundert wurde erstmals ein befestigter Rittersitz gleichen Namens bezeugt. Das uradelige Geschlecht derer von Ascheberg starb im Jahr 1535 aus, bereits im 15. Jahrhundert war der Besitz an die uradelige Familie Rantzau gegangen, unter denen die spätere Gutswirtschaft begründet wurde. Die Rantzaus verblieben bis 1799 auf Ascheberg, unterbrochen nur von wenigen Erbgängen, die das Gut kurzzeitig auch an die Pogwischs und die Sehestedts brachten. Ascheberg wurde in dieser Zeit durchgehend bewirtschaftet, größere Bedeutung erhielt das Gut erst im 18. Jahrhundert.
Unter dem in den Reichsgrafenstand erhobenen Hans zu Rantzau begann ab 1720 ein umfangreicher Ausbau des Guts, das dieser nach französischem Vorbild zu einem barocken Landsitz ausbauen wollte. Weiter führte er ab 1739 größere Agrarreformen durch, die zum ersten Mal in der Geschichte Schleswigs und Holsteins in größerem Umfang zu einer Befreiung der Bauern und schließlich zur Abschaffung der Leibeigenschaft führten; ein Vorgang, der sich auf den weiteren Adligen Gütern der Herzogtümer zum Teil bis ins 19. Jahrhundert hinzog. Unter Hans Rantzau erlebte Ascheberg seine Glanzzeit und zu den Gästen auf dem Gut zählten in dieser Zeit unter anderem die dänischen Könige Friedrich V. und Christian VII., sowie der zu Ruhm und Ehren gelangte frühere Arzt und Kabinettsminister Johann Friedrich Struensee. Auf Hans Rantzau folgte ab 1769 sein Sohn Schack Carl von Rantzau, der auf dem Gut zahlreiche Feste veranstalten ließ und der in der Struensee-Affäre um die dänische Königin Caroline Mathilde eine bedeutende Rolle spielte. Sein ausschweifender Lebensstil brachte Schack Rantzau an den Rand des Ruins, so dass er Ascheberg schon vor seinem Tod 1789 verkauften musste. Das Gut ging 1774 an Christian Emil zu Rantzau († 1777), den Vater von Christian Detlev Karl zu Rantzau aus dem Rantzauer Familienzweig aus Rastorf-Oppendorf, zu Beginn des 19. Jahrhunderts wechselten die Besitzer dann mehrfach. Auf die Familien Schmettau, Hansen und Christian Schleiden (1780–1833) und dessen Ehefrau Elise Schleiden, folgte ab 1825 die ritterschaftliche Familie Ahlefeld und daraus mit der Adoption von Konrad von Brockdorff-Ahlefeldt hervorgehend die Linie Brockdorff-Ahlefeld, in deren Besitz sich Ascheberg bis in die Gegenwart befindet.
Bis zur Übernahme durch Preußen 1867 war das Gut auch Patrimonialgericht.
Ascheberg wird noch immer landwirtschaftlich genutzt. Das einstige Adlige Gut wurde durch Parzellierung und Pachtverträge von einstmals rund 2.900 Hektar auf eine Größe von ca. 1.100 reduziert. Das Gelände befindet sich in Privatbesitz, der Wirtschaftshof mit dem heutigen Gutshaus ist nur zu alljährlichen Bauernmärkten zugänglich. Das ehemalige Herrenhaus ist an eine christliche Jugendorganisation als  Ferienheim verpachtet.

## Gebäude

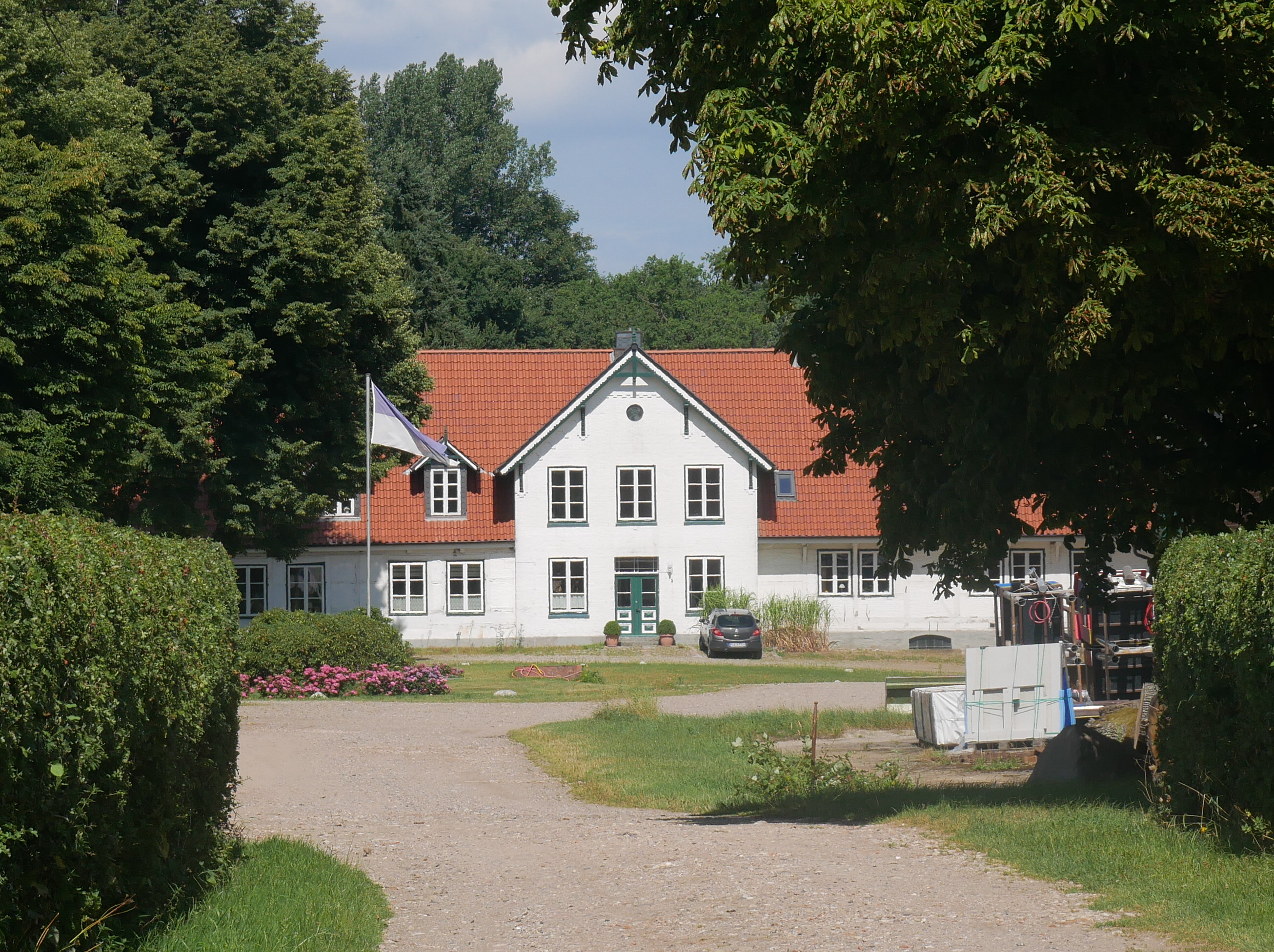
Blick durch den Wirtschaftshof auf das Verwalterhaus

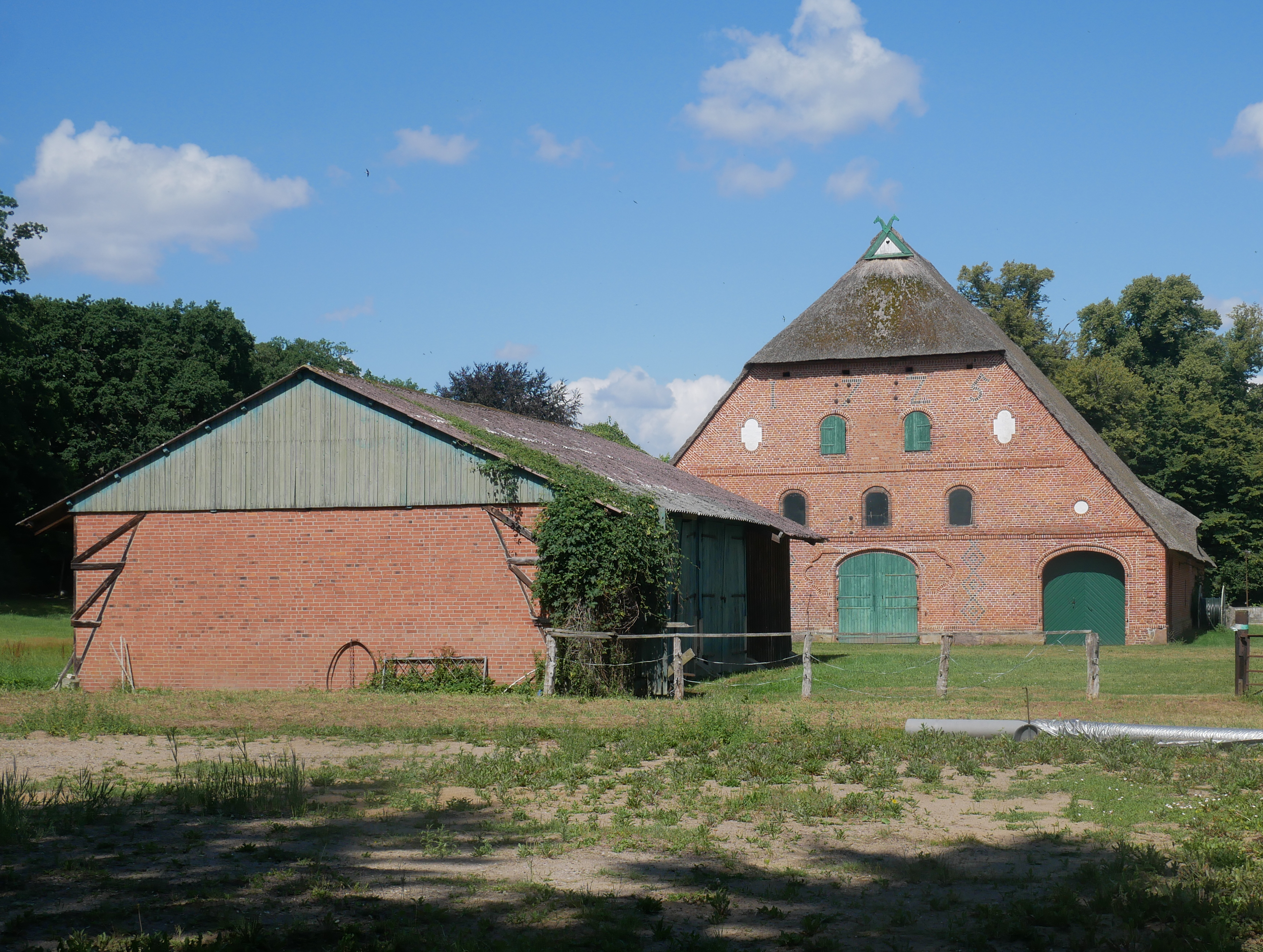
Scheune von 1725

### Das Herrenhaus
Auf Ascheberg gab es im Laufe der Jahrhunderte mehrere Herrenhäuser mit wechselndem Standort. Über den Standort und die Gestalt der alten Wasserburg ist kaum noch etwas bekannt, wahrscheinlich befand sie sich ungefähr an der Stelle des heutigen Schlosses am Ende der Lindenallee. Unter Hans zu Rantzau erfuhr das Gut in der ersten Hälfte des 17. Jahrhunderts eine umfassende Neugestaltung. Der Standort der alten Wasserburg wurde aufgegeben und stattdessen am Zugang zur Ascheberger Halbinsel ein neuer Wirtschaftshof und im rechten Winkel dazu ein neues Herrenhaus im Stile des Barock geplant. An den Entwürfen für die Neugestaltung der Anlage war möglicherweise Johann Gottfried Rosenberg beteiligt, in welchem Umfang sie letztlich realisiert wurden, ist allerdings unbekannt. Das neue Gutshaus fand seinen Standort am Anfang der Lindenallee auf der Höhe der Zufahrt zum heutigen Wirtschaftshof. Es wurde als eingeschossiger Hauptbau geplant, der hofseitig durch zwei Kavaliershäusern zu einer dreiflügeligen Anlage erweitert wurde und dem ein sogenanntes Krummhaus mit Pferdestall und Wagenremise symmetrisch gegenüberstand. Auch für das Herrenhaus ist nicht belegt, ob das Gebäude zur vollständigen Ausführung gelangte. Nach einem Bericht des im 19. Jahrhundert auf Ascheberg ansässigen Gutsherren Rudolf Schleiden war es zu seiner Zeit bereits baufällig und wurde durch einen Neubau am anderen Ende der Lindenallee – in unmittelbarer Nachbarschaft des heutigen Schlosses – ersetzt. Dieses Herrenhaus entsprach in seiner Schlichtheit dem Stil des ausgehenden Klassizismus und hatte nur wenige Jahre Bestand.
Das heutige Herrenhaus ist auch als Schloss Ascheberg bekannt. Es wurde von 1869 bis 1870 durch Hermann Georg Krüger am Ende der barocken Lindenallee im Stil des Historismus errichtet und zitiert Einflüsse der italienischen Renaissance. Das neunachsige Gebäude in den Formen einer großen Gründerzeitvilla verfügt über ein Keller- und drei Wohngeschosse, aus den Längsseiten treten zwei dreiachsige Risalite hervor. Der nüchterne Bau aus gelben Lehmziegeln wird lediglich durch einen hohen Aussichtsturm akzentuiert. Da das Schloss schon seit Jahrzehnten als Jugendheim dient, haben sich keine bedeutenden Innenräume erhalten. Aufgrund der heutigen Nutzung des Gebäudes leben die Gutsbesitzer im einstigen Verwalterhaus am Ende des Wirtschaftshofs, das gelegentlich als „neues“ Herrenhaus bezeichnet wird.

### Die Gutsanlage und der Barockgarten
Die Gutsanlage ist heute von zwei Hauptachsen gekennzeichnet, die auf die Erweiterungen des 18. Jahrhunderts unter Hans zu Rantzau zurückgehen. Die eigentliche Hauptachse entlang der Lindenallee führt vom Standort des einstigen Herrenhauses des 18. Jahrhunderts in Richtung des Plöner Sees und des heutigen Schlosses, sie wird von der Achse des Wirtschaftshofs mit seinen Stallungen und dem Verwalterhaus gekreuzt. Die Gebäude des axial ausgerichteten Wirtschaftshofs stammen zum Teil noch aus dem 18. Jahrhundert. Die große Scheune ist möglicherweise durch Rudolph Matthias Dallin errichtet worden, das Baujahr 1725 ist durch andersfarbige Backsteine in die Fassade eingemauert.
Der Ascheberger Barockgarten zählte zu den berühmtesten französischen Gärten in Holstein, galt zeitgenössisch als Attraktion und stand den herzoglichen Gärten von Traventhal, Plön und Eutin nicht nach. Als ein Anhänger der Empfindsamkeit ließ sich Hans Rantzau von den Ideen der Aufklärung begeistern, in die Entwürfe für die Grünanlagen flossen neue Strömungen der Gartenkunst ein. Rantzau machte Jean-Jacques Rousseau das Angebot, auf Ascheberg zu leben, eine Einladung, der der Philosoph jedoch nicht nachkam.
Der Ausbau der 20 Hektar großen Gartenanlage wurde von 1720 bis zur Mitte des 18. Jahrhunderts vorangetrieben. Ein großformatiger Stich von 1732 zeigte eine zentrale Hauptachse – die heutige Lindenallee – umgeben von Bosketten und Broderieparterre. Ob der Plan bis in alle Einzelheiten verwirklicht wurde, ist ungewiss. Er war Besuchern zugänglich und Berichte erzählten von einer Vielzahl exotischer Vögel, die dort gehalten wurden. Mit dem Ende des 18. Jahrhunderts verfiel die geometrisch gestaltete Anlage und wurde anschließend in einen Landschaftspark englischer Prägung umgestaltet. Erhalten haben sich neben einigen Alleen vor allem noch mehrere Wassergräben und eine zweibogige Granitbrücke aus dem Jahr 1759.